# Sh2-180
Sh2-180 è una nebulosa a emissione visibile nella costellazione di Cassiopea.
Si individua nella parte nordoccidentale della costellazione, circa 2° a ENE della stella κ Cassiopeiae; il periodo più indicato per la sua osservazione nel cielo serale ricade fra i mesi di agosto e gennaio ed è notevolmente facilitata per osservatori posti nelle regioni dell'emisfero boreale terrestre, dove si presenta circumpolare fino alle regioni temperate calde.
Trovandosi a una distanza di circa 6100 parsec (circa 19900 anni luce), Sh2-180 viene a trovarsi sul Braccio del Cigno, al di là quindi dei grandi complessi legati alle associazioni OB visibili in Cassiopea, i quali ricadono quasi tutti nel più interno Braccio di Perseo. Si ritiene che la responsabile della ionizzazione dei suoi gas sia LS I +62 139, una stella blu di sequenza principale con classe spettrale O7.5V; stime sulla sua distanza indicano per questa stella un valore di 5150±1300 parsec, che sebbene sia più piccolo rispetto alla stima di 6100 parsec, non è molto in contrasto con essa dato il notevole margine di incertezza. Al di là di questi dati, la nebulosa pare essere stata poco studiata e il suo aspetto filamentoso, che ricorda quello di un resto di supernova, pone altri interrogativi.